# Granskär (vid Tulludden, Hangö)
Granskär är en ö i Finland. Den ligger i Norra Östersjön, Skärgårdshavet eller Finska viken och i kommunen Hangö i den ekonomiska regionen  Raseborg i landskapet Nyland, i den sydvästra delen av landet. Ön ligger omkring 120 kilometer väster om Helsingfors.
Öns area är 6,8 hektar och dess största längd är 400 meter i sydöst-nordvästlig riktning. Ön höjer sig omkring 15 meter över havsytan.